# 65675 Mohr-Gruber
65675 Mohr-Gruber è un asteroide della fascia principale. Scoperto nel 1989, presenta un'orbita caratterizzata da un semiasse maggiore pari a 3,1762166 UA e da un'eccentricità di 0,1300885, inclinata di 2,69659° rispetto all'eclittica.
L'asteroide è dedicato agli austriaci Joseph Mohr e Franz Xaver Gruber, rispettivamente paroliere e compositore di Astro del Ciel. 